# فتح‌نامه
الگو:Dasam Granth sidebar
فتح نامه که با نام نامه گورو گوبیند سینگ هم شناخته می‌شود، اثری به زبان فارسی از گورو گوبیند سینگ، از رهبران آیین سیک، است. این نامه امروزه بخشی از کتاب مقدس داسام گرانت است.
به نظر می‌رسد این نامه یکی از پیام‌هایی باشد که گورو پس از نبرد چامکائور خطاب به اورنگ‌زیب نوشت. همچنین احتمال داده‌اند که این نامه را گورو پیش از آن که مطلع شود دو پسرش، زراوار و فاتح، را در دربار گورکانی اعدام کردند، فرستاده‌است. برخی محققین می‌گویند این اثر قبل از نامه معروف‌تر و شناخته‌شده‌تر ظفرنامه ارسال شد. ولی برخی دیگر آن را جزئی از ظفرنامه می‌دانند.